# Opdrukken (training)

Animatie van volledige push-ups

De dand, ook bekend als een Hindu-push-up, was populair bij Bruce Lee, die het een kattenrek noemde.

Opdrukken, ook wel push-ups (in Vlaanderen ook wel pompen) is een calisthenics krachttraining waarbij het lichaam in horizontale positie met handen en voeten op de grond op en neer wordt gedrukt met de armen. Deze oefening vergelijkbaar met bankdrukken en is ideaal om borstspieren en triceps te trainen zonder gebruik van (dure) hulpmiddelen als een drukbank en halters, behalve als hoge doelen worden nagestreefd, zoals bij bodybuilding en powerlifting. Dan is het gebruik van gewichten (dumbbells en barbells) noodzakelijk.
Een beginner die totaal niet in vorm is, haalt misschien maar enkele reps (herhalingen) per set, een gemiddelde sportman kan er over het algemeen 10 tot 50 uitvoeren en een vergevorderd iemand kan wel, afhankelijk van factoren als lichaamsbouw en aanleg, 50-100 reps of meer halen. Het aantal reps dat dan wordt gehaald is ook afhankelijk van welke sport of kunst al dan niet wordt beoefend. Lichte, goed getrainde personen, kunnen zich bijvoorbeeld aanleren om op 1 hand op te drukken, of op twee vingers, of tussentijds in de handen te klappen.
Een beginnersoefening is op de knieën zitten, de handen vooruit zetten en dan opdrukken. Dit is veel lichter dan dat het hele lichaam, met uitzondering van de tenen en handen, van de grond is. Toch is snel kracht opbouwen bij opdrukken relatief makkelijk haalbaar. Er zijn schema's die ervoor zorgen dat iedereen binnen een half jaar minimaal 50 keer kan opdrukken.
In een fitnessprogramma met alleen het eigen lichaam als weerstand, is opdrukken de basisoefening. Het is voor het ontwikkelen of in vorm houden van de borstspieren, triceps, voorste schouderspieren en in mindere mate de buikspieren, biceps en onderarmen. De oefening kan ook gebruikt worden om in vorm te blijven indien een drukbank (voor bankdrukken) tijdelijk niet voorhanden is. Andere training met alleen het lichaam als weerstand is bijvoorbeeld: optrekken, kniebuigen zonder gewicht, buikspieroefeningen, cardiotraining, lunges  en de 'plank' (buikspieren, onderrug en in lichte mate de benen en het bovenlichaam).

## Records
Het wereldrecord met twee handen opdrukken in een uur is, 3877 maal door Bijender Singh uit India en is gehaald in 1988. Het record voor het meeste keer opdrukken op dezelfde manier zonder tijd, met soms korte pauzes, is 10.507 en staat op de naam van Minoru Yoshida uit Japan en is gehaald in oktober 1980.